# Aspois-barétounais
Le parler aspois-barétounais (ou plus couramment aspois), est le parler béarnais propre aux vallées pyrénéennes d'Aspe et de Barétous.
Ces vallées sont situées dans la partie béarnaise du département des Pyrénées-Atlantiques.
Relevant du gascon et de son sous-dialecte pyrénéen, l'aspois-barétounais en présente les grandes caractéristiques morphologiques (article défini eth, era au lieu de lo, la) et syntaxiques (har a partir, "faire partir", ailleurs har (ou hèr) partir).
Mais en outre, il présente en propre une caractéristique phonétique unique en Gascogne et même en Occitanie: la conservation, en position intervocalique (c'est-à-dire entre deux voyelles) des consonnes sourdes [p], [k], [t] du latin, ailleurs passées à [b], [g], [d]: capana (ailleurs cabana, "cabane"), sèca (ailleurs sèga, "ronce"), horatàs (ailleurs horadàs, "grand trou"). 
Par ailleurs, le passage, en aspois-barétounais, du groupe consonantique -nt à -nd dans candar ou endéner (ailleurs cantar ou enténer, respectivement "chanter" et "entendre") représente la systématisation d'une évolution qui n'est pas inconnue dans d'autres parlers gascons.
L'aspois-barétounais présente aussi des spécificités lexicales (conservation du verbe ir, "aller", ailleurs anar) et morphologiques (première personne du singulier du conditionnel en -ei (qu'averei, "j'aurais", ailleurs qu'averí ou qu'aurí; emploi de lo comme pronom neutre COD, au lieu de ac).
Les spécificités de ce sous-dialecte aspois-barétounais sont dues au fait que jusqu'au XVIIIe siècle la langue parlée dans la vallée était le basque, tout comme dans la vallée de Barétous (où le basque a continué à y être parlé jusqu'au XIXe siècle dans les communes les plus au sud). Le dialecte aspois-barétounais comporte encore des mots, une phonétique et une morphologie qui révèlent fortement ce substrat basque récent.[réf. nécessaire]